# Dopolavoro Empolese 1937-1938
Questa voce raccoglie le informazioni riguardanti il Dopolavoro Empolese nelle competizioni ufficiali della stagione 1937-1938.

## Rosa
| N. |                   | Ruolo | Calciatore         |
| -- | ----------------- | ----- | ------------------ |
|    | Italia (bandiera) | P     | Ascanio Assirelli  |
|    | Italia (bandiera) |       | Ademaro Benetti    |
|    | Italia (bandiera) | C     | Emilio Cantini     |
|    | Italia (bandiera) |       | Ernesto Carrai     |
|    | Italia (bandiera) |       | Giuseppe Carrara   |
|    | Italia (bandiera) | A     | Carlo Castellani   |
|    | Italia (bandiera) |       | Alessandro Ciberti |
|    | Italia (bandiera) | D     | Adamello Freschi   |
|    | Italia (bandiera) |       | Mario Jacometti    |

| N. |                   | Ruolo | Calciatore          |
| -- | ----------------- | ----- | ------------------- |
|    | Italia (bandiera) |       | Mario Leoni         |
|    | Italia (bandiera) |       | Pier Franco Monacci |
|    | Italia (bandiera) |       | Mario Monti         |
|    | Italia (bandiera) |       | Roberto Nicolai     |
|    | Italia (bandiera) |       | Dino Pagliai        |
|    | Italia (bandiera) | D     | Lido Parri          |
|    | Italia (bandiera) | D     | Hervè Romboli       |
|    | Italia (bandiera) | A     | Paolo Silvestri     |